# Scarabaeus lamarcki
Scarabaeus lamarcki là một loài bọ cánh cứng trong họ Bọ hung (Scarabaeidae).